# MAMAMOO+
MAMAMOO+（韓語：마마무+）是RBW旗下韓國女子團體MAMAMOO的小分隊，由兩位成員頌樂及玟星所組成，於2022年8月30日推出數位單曲《Better》正式出道。

## 成員
- 名字粗體為隊長

| 成員列表 | 成員列表 | 成員列表 | 成員列表 | 成員列表     | 成員列表 | 成員列表                      | 成員列表                   |
| 藝名     | 藝名     | 藝名     | 本名     | 本名         | 本名     | 出生日期 出生地               | 韓國音樂著作權家協會登錄號 |
| 中文     | 英文     | 韓文     | 漢字     | 羅馬拼音     | 諺文     | 出生日期 出生地               | 韓國音樂著作權家協會登錄號 |
| -------- | -------- | -------- | -------- | ------------ | -------- | ----------------------------- | -------------------------- |
| 頌樂     | Solar    | 솔라     | 金容仙   | Kim Yong-sun | 김용선   | 1991年2月21日 · 首爾特別市    | 10010168                   |
| 玟星     | Moonbyul | 문별     | 文星伊   | Moon Byul-e  | 문별이   | 1992年12月22日 · 京畿道富川市 | 10008776                   |

## 經歷
2022年8月23日，RBW宣布旗下女子團體MAMAMOO的成員頌樂及玟星將於8月30日組成小分隊「MAMAMOO+」出道，並發行數位單曲《Better》。
2023年3月9日，RBW宣布MAMAMOO+將於3月29日發行首張單曲專輯《ACT 1, SCENE 1》回歸。
3月29日，發行首張單曲專輯《ACT 1, SCENE 1》，主打歌《GGBB》。
7月9日，受邀於高雄啤酒音樂節（Kaohsiung Beer Rock Festival）登台演出。
7月12日，RBW官方宣布回歸消息，MAMAMOO+將於8月3日發行首張迷你專輯《TWO RABBITS》，並於7月18日公開先行曲《지구에 혼자 남게 된다면 (Save Me)》。
7月16日，參與RBW 2023 SUMMER FES: Over the Rainbow - SEOUL演出。。
7月22日，WATERBOMB JAPAN名古屋場登台演出。
7月29日，WATERBOMB JAPAN東京場登台演出。
8月3日，發行首張迷你專輯《TWO RABBITS》，主打歌《댕댕 (dangdang)》。。
8月19、20日，參與RBW 2023 SUMMER FES: Over the Rainbow - 日本演出。。
8月31日，宣布舉行首場粉絲演唱會[TWO RABBITS CODE]。
9月16、17日，於首爾YES24 Live Hall舉行首場粉絲演唱會TWO RABBITS CODE。
9月23日，在舉辦於波蘭的KPOP NATION中登台演出。

## 演唱會

### MAMAMOO+ 1ST FAN CONERT-TWO RABBITS CODE 亞洲巡迴
| 年份   | 日期           | 地點   | 場館                 |
| ------ | -------------- | ------ | -------------------- |
| 2023年 | 9月16日.17日   | 首爾   | Yes24 Live Hall      |
| 2023年 | 10月8日.9日    | 大阪   | Orix Theater         |
| 2023年 | 10月22日       | 台北   | 台北國際會議中心     |
| 2023年 | 11月15日       | 新加坡 | The Star Theatre     |
| 2023年 | 11月17日       | 吉隆坡 | Zepp Kuala Lumpur    |
| 2023年 | 11月18日       | 雅加達 | Sutera Hall          |
| 2023年 | 12月16日       | 高雄   | 高雄流行音樂中心     |
| 2023年 | 12月17日(取消) | 馬尼拉 | New Frontier Theater |
| 2023年 | 12月20日       | 香港   | 香港會議展覽中心     |

## 音樂作品

### 單曲專輯
| 專輯 | 專輯資料                                                           | 曲目                                                                             |
| 1st  | 《ACT 1, SCENE 1》 - 發行日期：2023年3月29日 - 語言：韓語 - 銷量： | 1. GGBB 2. 나쁜놈(Chico malo) 3. LLL 4. 나쁜놈(Aniri ver.)(Frat.김준수)(CD Only) |

### 迷你專輯
| 專輯 | 專輯資料                                              | 曲目 |
| 1st  | 《TWO RABBITS》 - 發行日期：2023年8月3日 - 語言：韓語 | 1. Intro: 두 마리 토끼 (Intro: Two Rabbits) 2. 댕댕 (dangdang) 3. I LIKE THIS 4. 별이 빛나는 바다 (Starry Sea) 5. 지구에 혼자 남게 된다면 (Save Me) |

### 單曲
| 專輯 | 專輯資料                                          | 曲目      |
| 1st  | 《Better》 - 發行日期：2022年8月30日 - 語言：韓語 | 1. Better |

## 外部連結
- YouTube上的MAMAMOO+頻道

成員個人Instagram
- 頌樂的Instagram帳戶
- 玟星的Instagram帳戶